# 王憲 (駙馬)
王宪（?—?），明朝大臣，明代宗朱祁钰的女婿。
明代宗之女固安公主，在明英宗复辟後，降称郡主。明宪宗成化五年（1469年），固安郡主下嫁王宪，礼仪比同公主。王宪虽然是代宗的女婿，但因为妻子是郡主不是公主，于是被封为仪宾而不是驸马。弘治元年（1488年）十月初一辛卯朔、弘治元年十一月己巳冬至节、弘治二年（1489年）正月初一庚申朔正旦节、弘治二年二月十九丁未代宗景皇帝忌辰、弘治二年七月初三己未、弘治二年十月初一乙酉朔孟冬、弘治三年（1490年）正月甲寅朔正旦节、弘治三年三月初九辛酉清明节、弘治三年七月初三癸丑、弘治三年十月初一己酉朔孟冬，明孝宗都派遣仪宾王宪祭祀明代宗景皇帝的陵寝。